# Championnat d'Europe de billard carambole partie libre juniors
 (novembre 2016).
Si vous disposez d'ouvrages ou d'articles de référence ou si vous connaissez des sites web de qualité traitant du thème abordé ici, merci de compléter l'article en donnant les références utiles à sa vérifiabilité et en les liant à la section « Notes et références ».
Le championnat d'Europe de billard carambole à la partie libre juniors est organisé par la Confédération européenne de billard.

## Palmarès

### Année par année
Liste des champions d'Europe de la CEB à la partie libre juniors[réf. incomplète],[réf. incomplète],[réf. incomplète].
| Année | Ville hôte    | Vainqueur                | Moyenne générale |
| ----- | ------------- | ------------------------ | ---------------- |
| 1977  | Vichy         | Jan Arnouts (1)          | 40,38            |
| 1978  | Luxembourg    | Fonsy Grethen (1)        | 105,88           |
| 1979  | Herne         | Fonsy Grethen (2)        | 84,00            |
| 1980  | Herentals     | Fonsy Grethen (3)        | 85,54            |
| 1981  | Geel          | Marco Zanetti (1)        | 72,41            |
| 1982  | Thionville    | Raimond Burgman (1)      | 65,62            |
| 1983  | Geleen        | Raimond Burgman (1)      | 95,75            |
| 1984  | Madrid        | Dick Jaspers (1)         | 72,41            |
| 1984  | Herentals     | Fabian Blondeel (1)      | 47,72            |
| 1985  | Veile         | Dick Jaspers (2)         | 75,62            |
| 1986  | Wiltz         | Frédéric Caudron (1)     | 84,00            |
| 1987  | Nimes         | Stephan Horvath (1)      | 95,45            |
| 1988  | Wultz         | Frédéric Caudron (2)     | 210,00           |
| 1989  | Arendonk      | Raymond Knoors (1)       | 109,09           |
| 1990  | Paris         | Raymond Knoors (2)       | 92,30            |
| 1991  | Krefeld       | Martin Horn (1)          | 105,88           |
| 1992  | Dudelange     | Mario Van Gompel (1)     | 75,00            |
| 1993  | Sierre        | Patrick Andre (1)        | 66,66            |
| 1994  | Brno          | Marek Faus (1)           | 52,94            |
| 1995  | Vejle         | Gunther Vastre (1)       | 72,52            |
| 1996  | Granollers    | Gunther Vastre (2)       | 90,00            |
| 1997  | Lightenvoorde | Sven Daske (1)           | 50,20            |
| 1998  | Florange      | Dave Christiani (1)      | 112,50           |
| 1999  | Nykobing      | Sjors Van Ginneken (1)   | 85,71            |
| 2000  | Grubbenvorst  | Vlastislav Tauterman (1) | 62,06            |
| 2001  | Hengello      | Edgar Meerwijk (1)       | 40,00            |
| 2002  | Prague        | Erwin Van Den Heuvel (1) | 54,09            |
| 2003  | Bruges        | Pierre Soumagne (1)      | 33,85            |
| 2004  | Eisenstadt    | Erwin Van Den Heuvel (2) | 100,00           |
| 2005  | Bruges        | Maarten Janssen (1)      | 55,55            |
| 2013  | Brandenburg   | Guido Kauffeld (1)       | 53,00            |
| 2014  | Deurne        | Ferry Jong (1)           | 50,17            |
| 2015  | Brandenburg   | Sam Van Etten (1)        | 38,92            |
| 2016  | Copenhague    | Ondrej Hosek (1)         | 47,38            |
| 2018  | Ronchin       | Anders Henriksen (1)     | 73.39            |